# Internationaler Brückepreis
Die Gesellschaft zur Verleihung des Internationalen Brückepreises der Europastadt Görlitz/Zgorzelec verleiht jährlich den mit 2.500 Euro dotierten Internationalen Brückepreis. Sie ehrt damit seit 1993 Persönlichkeiten, die sich mit ihrem Lebenswerk Verdienste bei der Völkerverständigung in Europa erworben haben.

## Preisträger
- 1993 Marion Gräfin Dönhoff, Publizistin, Herausgeberin der Zeit
- 1995 Adam Michnik, Chefredakteur der Tageszeitung Gazeta Wyborcza
- 1998 Jiří Gruša, Präsident von P.E.N. International, tschechischer Botschafter a. D. und Schriftsteller
- 1999 Freya Gräfin von Moltke, Gründerin der Stiftung für europäische Verständigung
- 2000 Arno Lustiger, Publizist
- 2001 Miloslav Vlk, Kardinal, Erzbischof von Prag
- 2002 Władysław Bartoszewski, polnischer Außenminister a. D.
- 2003 Kurt Biedenkopf, Ministerpräsident a. D.
- 2004 Valdas Adamkus, litauischer Präsident
- 2005 Giora Feidman, Musiker und seit Jahren für die Versöhnung zwischen den Kulturen engagiert.
- 2006 Günter Grass, Schriftsteller (Grass nahm den Preis nicht an, die zuständige Jury blieb jedoch bei ihrer Entscheidung.)
- 2007 Arvo Pärt, Komponist
- 2008 Fritz Stern, US-amerikanischer Historiker deutscher Herkunft
- 2009 Norman Davies, britischer Historiker
- 2010 Tadeusz Mazowiecki, polnischer Ministerpräsident a. D.
- 2011 Gesine Schwan, ehem. Präsidentin der Europa-Universität Viadrina Frankfurt (Oder)
- 2012 Vitali Klitschko, Profiboxer und ukrainischer Politiker
- 2013 Steffen Möller, Schauspieler und Kabarettist[1]
- 2014 Jean-Claude Juncker,[2] luxemburgischer und EU-Politiker
- 2015 Olga Tokarczuk, polnische Schriftstellerin
- 2016 Timothy Garton Ash, britischer Historiker und Schriftsteller
- 2017 Alfons Nossol, emeritierter Bischof von Oppeln
- 2018 Daniel Libeskind, US-amerikanischer Architekt und Stadtplaner polnisch-jüdischer Herkunft
- 2019 Bente Kahan, Schauspielerin und Musikerin[3]
- 2020 Tzipi Livni, israelische Politikerin, ehem. Außenministerin
- 2022 Herta Müller, Schriftstellerin
- 2023 Dieter Bingen, Politikwissenschaftler und Zeithistoriker

## Verwandte Preise
- Brückenpreis der Stadt Regensburg